# Васка Јукић Марјановић
Васка Јукић Марјановић (Вуковар, 14. јануар 1935 - Београд, 16. фебруар 2013) била је писац за децу и одрасле, врсни хумориста и сатиричар.

## Биографија
Рођена је 1935. године у Вуковару. Живела је и стварала у Београду.
У младости, као позоришна глумица, бавила се и режијом. Била је уредник књижевног часописа за децу „Змај”, сарадник листа „Јеж” и једна је од ретких жена сатиричара у нашој и светској књижевности. Њена сатира и поезија за децу преведене су на више страних језика и заступљене су у бројним књижевним антологијама за децу и антологијама сатире, као што су:„Антологија југословенске поезије за децу”, Живојина Карића и „Антологија светске поезије за децу”, Звонимира Балога.
Осим са Јежом сарађивала је и са следећим листовима: Политика, Змај, Кекец, Мали јеж, идр.
За дугогодишнји рад за децу Васка је била и награђивана плакетама тадашње државе СФРЈ. „Антологију афоризама за децу” Васка Јукић Марјановић приредила је 1989. године. Сатиром и поезијом су се бавили и њен супруг Алек Марјано (1935—1992) и син Бодин Марјановић (1963—1991).
Преминула је 16. фебруара 2013. године у Београду.

## Дела
Позната је по драмском тексту за децу „Бајковита Косана”, издатом 1997. године у Београду, затим по књизи „Двадесет пет лета београдских пионирских чета”, за коју је добила награду „Младо поколење”, романи „Боранијаши” и „Дечаци са четири обале” и збирци песама „Баш ћемо се волети”.
За одрасле читаоце објавила је књиге сатира: „Адам је крив”, „Мртва природа”, за коју је добила награду загребачког листа „Вјесник” и „Долазе роботи”.